# Río Chico (localidad de Santa Cruz)
Río Chico es una localidad argentina ubicada en el departamento Corpen Aike, provincia de Santa Cruz. Está ubicada sobre la Ruta Nacional 3, en el cruce con la Ruta Provincial 71 a 30 km al norte de la localidad de Comandante Luis Piedrabuena.

## Toponimia
El nombre de la localidad se debe al Río Chico de Santa Cruz, que es donde se asienta la localidad en su orilla norte.

## Geografía
Río Chico se encuentra ubicada en las coordenadas 49°48′00″S 68°37′00″O / -49.80000, -68.61667, a 14 m s. n. m. Su clima es frío y seco, correspondiente con la meseta patagónica. Se encuentra en la desembocadura del río Chico en el estuario del río Santa Cruz.